# ブルース・シンプソン
ブルース・シンプソン（Bruce Simpson）はニュージーランド在住のジェットエンジン自作の愛好家、日曜発明家。
2006年、A DIY Cruise Missile「自分で作る巡航ミサイル」という題名で、巡航ミサイルを自宅で作る計画をホームページで公開し、全世界のメディアで取り上げられた。
ジェットエンジンの自作の経験が豊富であり、数々の開発計画とその成果を自らのホームページで公開している。Scrapheap Challengeというテレビ番組ではジェットエンジンを動力としたレースカーの制作アドバイザーとして貢献した。ラジコン飛行機の設計、製作の経験も豊富。巡航ミサイル自作の計画立案にはこれらの経験が活かされている。